# Смирнов, Алексей Викторович
Алексей Викторович Смирнов (род. 1973) — российский самбист и тренер, победитель (2000) и бронзовый призёр (1998) розыгрыша Кубка России, серебряный (1999) и бронзовый (1996, 2000) призёр чемпионатов России, чемпион Европы 1998 и 1999 годов, обладатель Кубка мира 1996 и 2001 годов, мастер спорта России международного класса. Тренировался под руководством Евгения Ефремова. Выступал в полулёгкой весовой категории (до 57 кг). Работает тренером в Нижнем Новгороде.

## Всероссийские соревнования
- Чемпионат России по самбо 1996 — ;
- Кубок России по самбо 1998 — ;
- Чемпионат России по самбо 1999 — ;
- Чемпионат России по самбо 2000 — ;
- Кубок России по самбо 2000 — ;